# فیلز هات اسپرینگز (کالیفرنیا)
فیلز هات اسپرینگز (به انگلیسی: Fales Hot Springs) یک منطقهٔ مسکونی در ایالات متحده آمریکا است که در شهرستان مونو، کالیفرنیا واقع شده‌است. فیلز هات اسپرینگز ۲٬۲۳۱ متر بالاتر از سطح دریا واقع شده‌است.